# St.-Johannes-Kirche (Ritterhude)

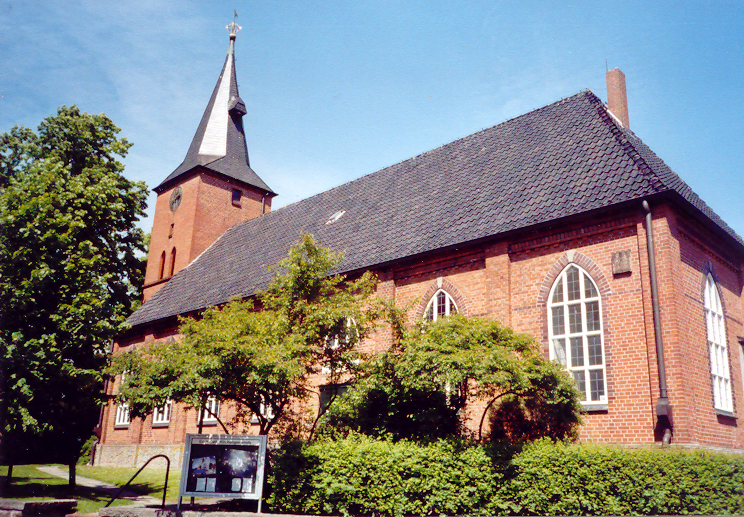
St.-Johannis-Kirche (2006)

Die St.-Johannes-Kirche ist ein evangelisch-lutherisches Kirchengebäude in Ritterhude, einer Kleinstadt im Landkreis Osterholz in Niedersachsen.

## Geschichte
Die erste Kirche stand schon an heutiger Stelle und war eine kleine Holzkapelle unbekannten Baudatums. Als 1691 ein neuer Pastor sein Amt antrat, fand er eine baufällige Kirche vor. Er sammelte auf Predigtreisen Geld, um eine neue Kirche zu finanzieren. 1701/02 wurde der Grundstein gelegt, der Bau zog sich sehr in die Länge. Bereits 1790 war sie wieder baufällig. So wurde ein Fachwerkbau mit freistehendem Glockenstuhl errichtet. 1890 bekam die Kirche einen Außenputz. 1892 folgte der Kirchturm, welcher 1936 um zwei Meter aufgestockt wurde.

## Ausstattung

### Orgel
Die Orgel wurde 1929 von dem Orgelbauer P. Furtwängler & Hammer erbaut. Das Instrument wurde 1969 umgebaut und erweitert, und zuletzt in den Jahren 1998/1999 durch Franz Rietzsch restauriert. Es hat 15 klingende Register auf zwei Manualen und Pedal (Taschenladen). Die Spiel- und Registertrakturen sind pneumatisch.
| I Hauptwerk C–g3 |           |     |
| 1.               | Quintade  | 16′ |
| 2.               | Prinzipal | 08′ |
| 3.               | Hohlflöte | 08′ |
| 4.               | Nachthorn | 04′ |
| 5.               | Oktav     | 02′ |
| 6.               | Mixur V   |     |

| II Schwellwerk C–g3 |                  |       |        |
| 7.                  | Lieblich Gedackt | 08′   |        |
| 8.                  | Salicional       | 08′   |        |
| 9.                  | Quintade         | 08′   |        |
| 10.                 | Prinzipal        | 04′   |        |
| 11.                 | Nasat            | 2 ⁄3′ |        |
| 12.                 | Blockflöte       | 02′   |        |
| 13.                 | Oboe             | 08′   | (1999) |
|                     | Tremulant        |       |        |

| Pedal C–f1 |                      |     |
| 14.        | Subbass              | 16′ |
| 15.        | Oktavbass            | 08′ |
|            | Gedackt (= Nr. 7)    | 08′ |
|            | Prinzipal (= Nr. 10) | 04′ |
|            | Basson (= Nr. 13)    | 08′ |

- Koppeln: II/I (auch als Superoktavkoppel), II/II (Superoktavkoppel), I/P, II/P
- Spielhilfen: Kalkant, Freie Kombination, Handregister, Tutti, Registerschweller (Walze)

### Glocken
Der Kirchturm trägt in der Glockenstube zwei Glocken.
| Nr. | Gussjahr | Gießer, Gussort    | Schlagton (HT-1/16) |
| 1   | 1957     | Otto, Hemelingen   | g1 +1               |
| 2   | 1893     | Radler, Hildesheim | a1 +2               |